# Dicranophorus tripleuchlanoides
Dicranophorus tripleuchlanoides is een raderdiertjessoort uit de familie Dicranophoridae. De wetenschappelijke naam van deze soort is voor het eerst geldig gepubliceerd in 1989 door Sudzuki.